# أوتو أولسن
أوتو أولسن (Otto Olsen) هو لاعب أولمبي لرياضة الرماية من النرويج. شارك في الأولمبياد الصيفي في 1920–1924، وفاز بما مجموعه 8 ميداليات.

## الميداليات
| ذهب | فضة | برونز | المجموع |
| 4   | 3   | 1     | 8       |

## روابط خارجية
- أوتو أولسن على موقع أوليمبيديا (الإنجليزية)